# Dargoleza
Dargoleza (kaszb. Dargòléza, Dargòledze lub też Dargòlesé, niem. Dargeröse) – wieś-ulicówka w Polsce położona w województwie pomorskim, w powiecie słupskim, w gminie Główczyce.

## Nazwa
Nazwa, wzmiankowana po raz pierwszy w formie Dargerëze w 1325, ma pochodzenie słowiańskie i charakter dzierżawczy. Powstała przez dodanie do pomorskiej nazwy osobowej Dargorad (por. pol. Drogoradz) formantu *-jь. Friedrich Lorentz odnotował kaszubskie (kabackie) formy nazwy: Dargu̯olėza, Dargu̯oleʒe, Dargu̯olesė. Niemiecka nazwa Dargeröse jest adaptacją fonetyczną pierwotnej nazwy słowiańskiej. Polska nazwa Dargoleza w miejsce oczekiwanej *Dargoradz opiera się na kaszubskiej wymowie gwarowej.
Rada Języka Kaszubskiego proponuje kaszubską formę nazwy Dargòleza.

## Historia
Miejscowe dobra przez stulecia znajdowały się w posiadaniu rodów szlachty pomorskiej, m.in.: von Damerow, von Podewils, von Zastrow, von Massow i von Weiher zu Jannewitz. W 1796 majątek przeszedł w ręce rodziny von Zitzewitz, w których pozostał aż do wywłaszczenia w 1945.
9 marca 1945 wieś została zajęta przez wojska radzieckie, 1 czerwca 1945 władzę we wsi przejęła administracja polska. Dotychczasowa ludność została wysiedlona do Niemiec i zastąpiona polskimi przesiedleńcami.
W latach 1975–1998 miejscowość administracyjnie należała do województwa słupskiego.